# St. Stephens (Karolina Północna)
St. Stephens – jednostka osadnicza w Stanach Zjednoczonych, w stanie Karolina Północna, w hrabstwie Catawba.